# هگزیل سینامالدهید
هگزیل سینامالدهید (به انگلیسی: Hexyl cinnamaldehyde) یک ترکیب شیمیایی با شناسه پاب‌کم ۱۵۵۰۸۸۴ است. 